# じんぶん
株式会社じんぶんは、アニメーション制作のうち、作画・仕上作業の請負を主な事業内容とする日本の企業である。

## 概要・沿革
2005年（平成17年）に設立した作画・仕上スタジオであり、以前は合資会社FENICE302と名乗っていた。しかし、2007年（平成19年）7月19日に合資会社じんぶんへと名称を変えて、同年10月に株式会社に改組した。日本のアニメ制作会社としては珍しく、沖縄県に本社が存在する。事実上、作画・仕上げ作業は関連会社である上海創匠貿易有限公司が行い、じんぶん本社はスケジュール管理・品質管理業務を行っている。
2012年、『お兄ちゃんだけど愛さえあれば関係ないよねっ』で初のグロス請けを行った。
2017年10月20日、那覇地裁において破産手続きの開始決定を受ける。(那覇地裁　事件番号：平成29年(ﾌ)第272号)
2018年1月30日、破産財団をもって費用の支弁に不足する為、本件破産手続廃止の決定を受けた。

### 仲宗根雄太の経歴
沖縄県出身。21歳で現：株式会社じんぶんを設立。趣味は、モータースポーツ、S耐などのレースに参戦している。

## 作品履歴

### テレビアニメ
- お兄ちゃんだけど愛さえあれば関係ないよねっ （制作元請：SILVER LINK.、各話制作協力、2012年）

### 作画担当作品

#### テレビアニメ
1996年
- 名探偵コナン（1996年 - ）

2005年
- ドラえもん（2005年 - ）
- 灼眼のシャナ（ - 2006年）
- かりん（ - 2006年）

2006年
- 吉永さん家のガーゴイル
- 僕等がいた
- よみがえる空 -RESCUE WINGS-

他
2007年
- がくえんゆーとぴあ まなびストレート!
- ハヤテのごとく!（ - 2008年）
- おおきく振りかぶって

他
2008年
- ロザリオとバンパイア
- ペルソナ 〜トリニティ・ソウル〜
- GUNSLINGER GIRL -IL TEATRINO-

他
2009年
- イナズマイレブン（2009年 - ）
- はじめの一歩 New Challenger
- 鋼の錬金術師 FULLMETAL ALCHEMIST（ - 2010年）

他
2010年
- とある科学の超電磁砲
- 閃光のナイトレイド
- 会長はメイド様!

他
2011年
- 夢喰いメリー
- フリージング
- あの日見た花の名前を僕達はまだ知らない。

他
2012年
- ゼロの使い魔F
- 探偵オペラ ミルキィホームズ 第2幕
- 夏目友人帳 肆

他

#### 劇場アニメ
- 劇場版 灼眼のシャナ（2007年）
- 真救世主伝説 北斗の拳 ラオウ伝 激闘の章（2007年）
- 空の境界 第五～七章（2008・2009年）
- 青の祓魔師―劇場版―（2012年）
- 劇場版 HUNTER×HUNTER 緋色の幻影（2013年）

#### OVA
- とらドラ!OVA（2011年）

## 関連会社
- 上海創匠貿易有限公司